# Kali'na
Els Kali'na, també anomenats Kalina, Karina, Carina, Kalinha, Kariña, Kari’ña, Kaliña o Karinya. són una ètnia ameríndia que es troba escampada en diversos països de la costa caribenya d'Amèrica del Sud. També són una de les sis ètnies ameríndies de la Guaiana Francesa. L'origen del nom que els europeus els va donar, Galibi, és desconegut, però ells mateixos prefereixen dir-se kali'na tilewuyu (veritables Kali'na) en part per diferenciar-se dels cimarrons messisson de Surinam. L'ús de Kali'na ha esdevingut comú en la literatura recent.

## Història
Els kali'na desconeixien l'escriptura abans de l'arribada dels europeus i, per tant, la seva història és transmesa oralment de generació en generació amb llegendes. (Vegeu "Cultura" de la llegenda de la seva creació.)
Fins fa poc, els pocs europeus que han estudiat la història dels amerindis d'aquesta regió, no distingien entre les diferents tribus del Carib. Passat ell període de les exploracions, l'interès per l'estudi d'aquests pobles disminuïa cada cop més fins que ha ressorgit a finals del segle XX quan alguns metropolitans, particularment Gérard Collomb, se n'interessaren i incitaren als kali'na a relatar la seva pròpia història, com la de Félix Tiouka, president de l'Associació d'Amerindis de la Guaiana Francesa (GFAA), i el seu fill Alexis. Totes aquestes dades expliquen que les fonts històriques d'aquest poble són escasses i incompletes.

### Era precolombina
Compensant la manca de fonts escrites, l'arqueologia ha permès actualitzar 273 jaciments arqueològics amerindis en només 310 quilòmetres quadrats de la zona coberta per la presa de Petit-Saut a Sinnamary. Alguns daten de fa dos mil anys, el que permetrà establir l'antiguitat de l'assentament indígena en aquesta regió.,
L'evidència històrica disponible indica que abans de 1492 els Kali'na habitaven la costa (de la desembocadura de l'Amazones a la de l'Orinoco), compartint el seu territori amb l'arawak, contra els quals van lluitar per la seva expansió cap a l'Est i l'Amazones.,

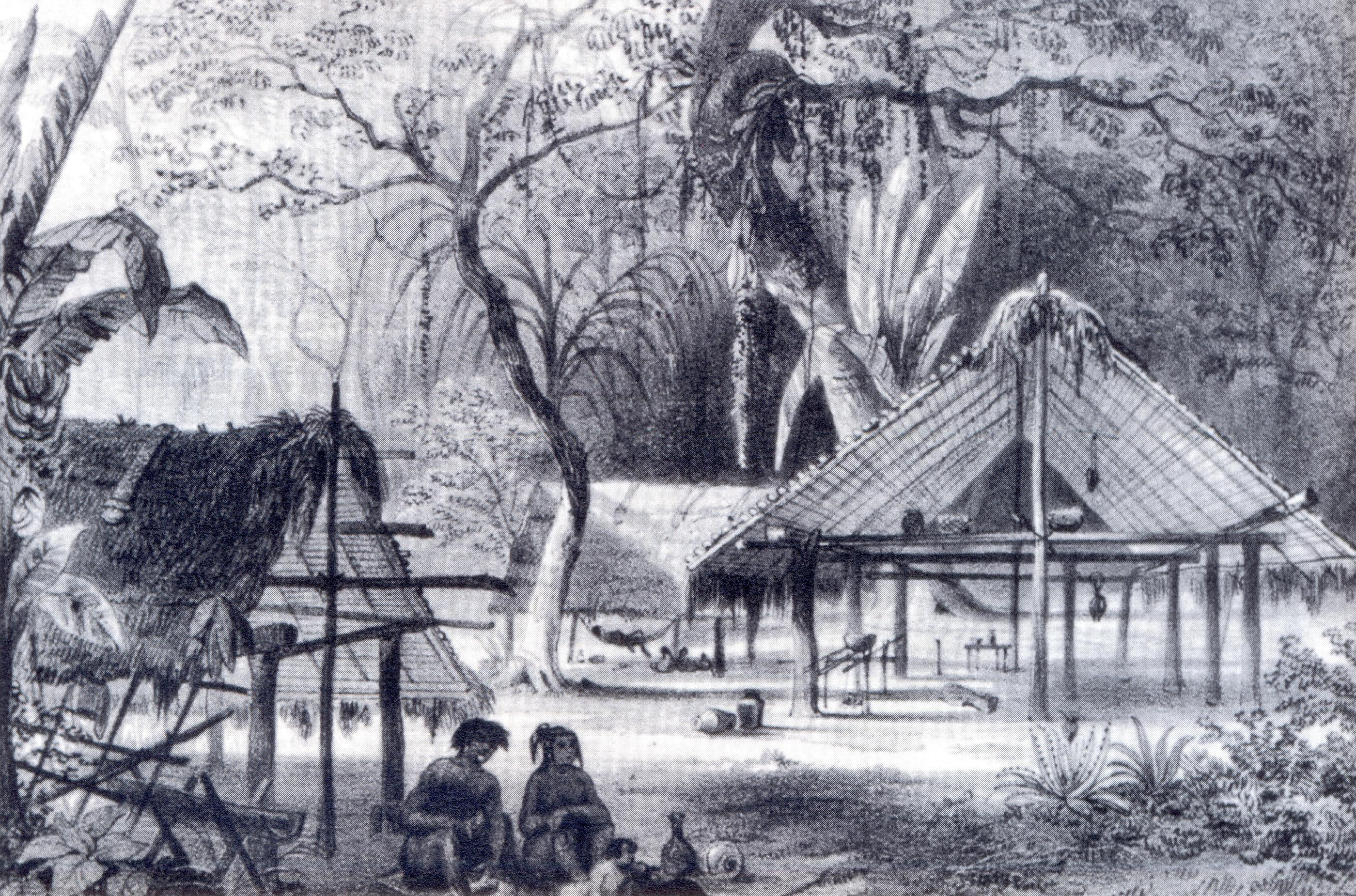
Vila kali’na.

Eren grans viatgers però no pas nòmades; feien sovint viatges per terra i mar a la vora de l'Orinoco a visitar a les seves famílies, comerciar o casar-se. Sovint se situaven als marges de l'Essequibo (avui a Guyana) per tal de prendre les pedres de color vermell pòrfir (takuwa), molt populars entre els Kali'na perquè les seves dones els utilitzaven per a il·lustrar la terrissa. El mot takuwa també designa el jade, el comerç del qual era molt actiu arreu d'Amèrica. Hi ha un lloc anomenat Les Roches gravées sobre el turó Carapa darrere Kourou, on es poden veure molts exemples d'art rupestre que probablement van ser realitzats pels Kali'na, majoritaris a la regió.

### Colonització

#### Arribada delsPalanakiłi

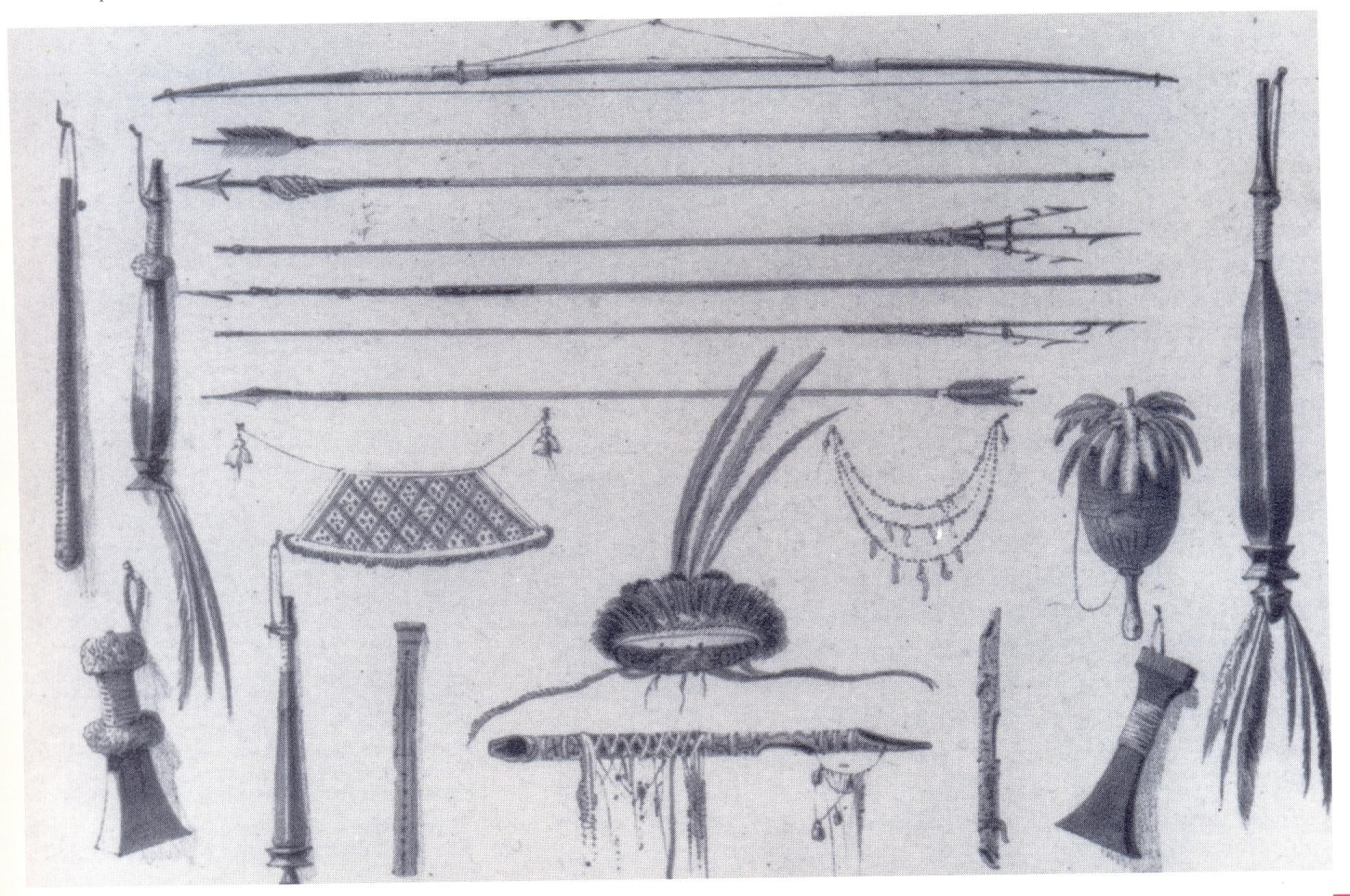
Armes i estris kali’na.

En el primer contacte amb els europeus, els Kali'na pensaren que havia de fer front als esperits de mar, Palanakiłi, nom que encara fan servir per anomenar els blancs avui dia.
Una de les primeres conseqüències de l'arribada dels Palanakiłi foua, com per a molts altres pobles nadius americans, una disminució de la població a causa de les malalties importades pels europeus. El seu sistema immunològic no estava adaptat als virus i els bacteris del Vell Món, i els Kali'na sucumbiren ràpidament en gran nombre.
Els primers blancs que van conèixer foren els comerciants espanyols, que portaven una gran quantitat de béns que van donar als Kali'na i altres tribus al llarg dels seus viatges. El més freqüent era quincalla: comptes de vidre, miralls, etc. Però a vegades els fornien de ganivets i altres eines. La llengua dels Kali'na ha pres de l'espanyol el nom dels objectes.

#### De Palanakiłi à Pailanti'po
En adonar-se que els europeus destruïen la seva cultura i el seu territori, els kali'na els rebatejaren Pailanti'po o destructors dels Kali'na; la resistència va començar, però va ser ràpidament aniquilada per la superioritat de les armes dels nouvinguts.
Després de diversos intents en la segona meitat del segle xvii, després dels conflictes inútils amb els nadius en general, els francesos van fundar la ciutat de Caiena el 1664; anglesos i neerlandesos es van establir al riu Surinam. Quant al territori Kali'na, s'estenia des de l'illa de Caiena a l'Orinoco.

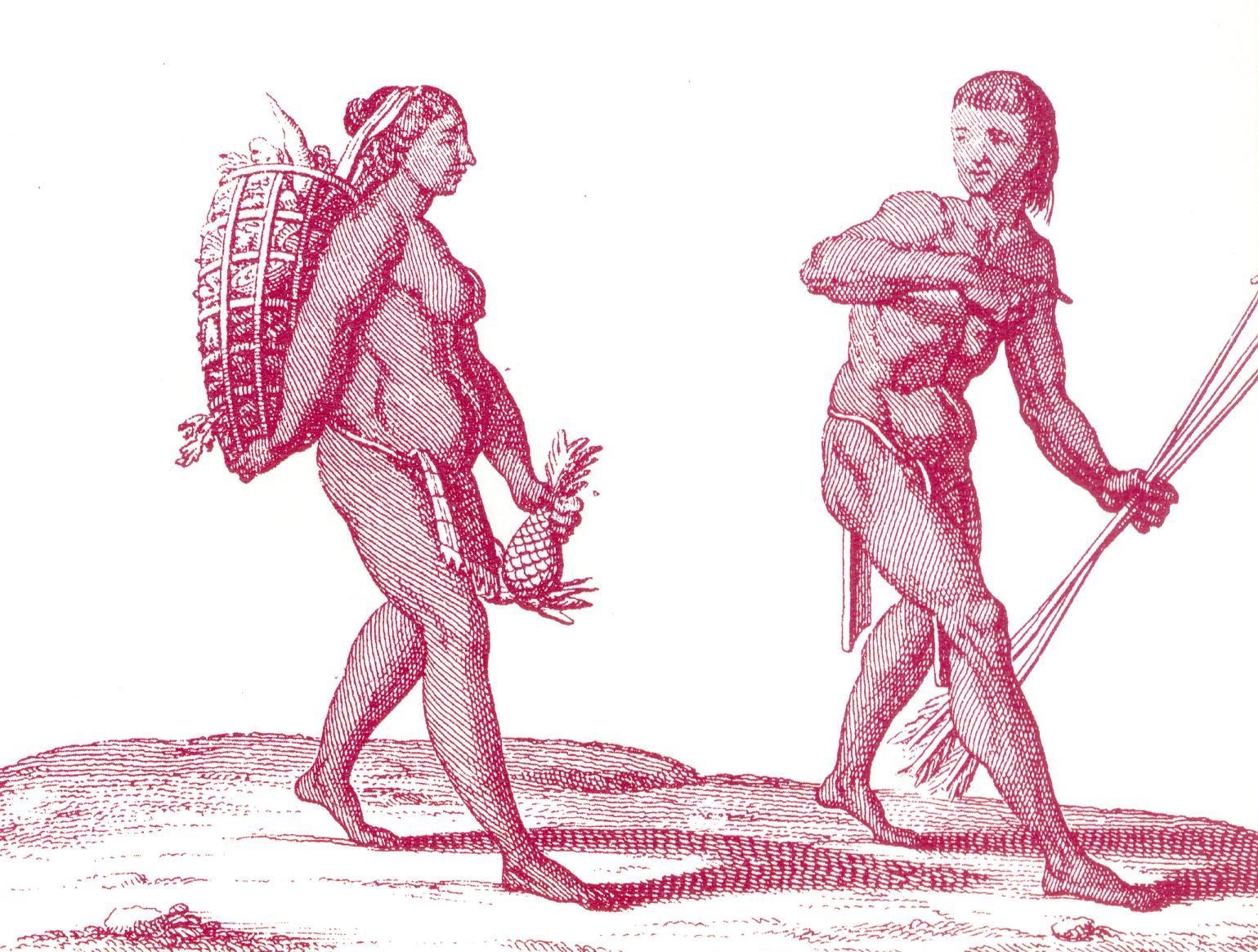
Gravat d'una parella kali’na.

L'arribada dels europeus va canviar radicalment les antigues rutes comercials. Ja no podien seguir la costa fins a arribar a l'Orinoco, sinó que havien d'anar als petits ports de la costa on comerciaven amb pedres precioses, or i altres matèries primeres més exòtiques (animals, plantes) a canvi d'ampolles de rom o eines d'acer [24].
El Kali'na van lluitar sovint contra els europeus els primers anys després de la seva arribada. Lliuraren diverses batalles pel control de Yalimapo, un emplaçament estratègic a mig camí entre els rius Mana i Maroni. Hi ha un jaciment arqueològic anomenat Ineku-tupo, on es pot trobar terrissa dels segles anteriors a l'arribada dels europeus.

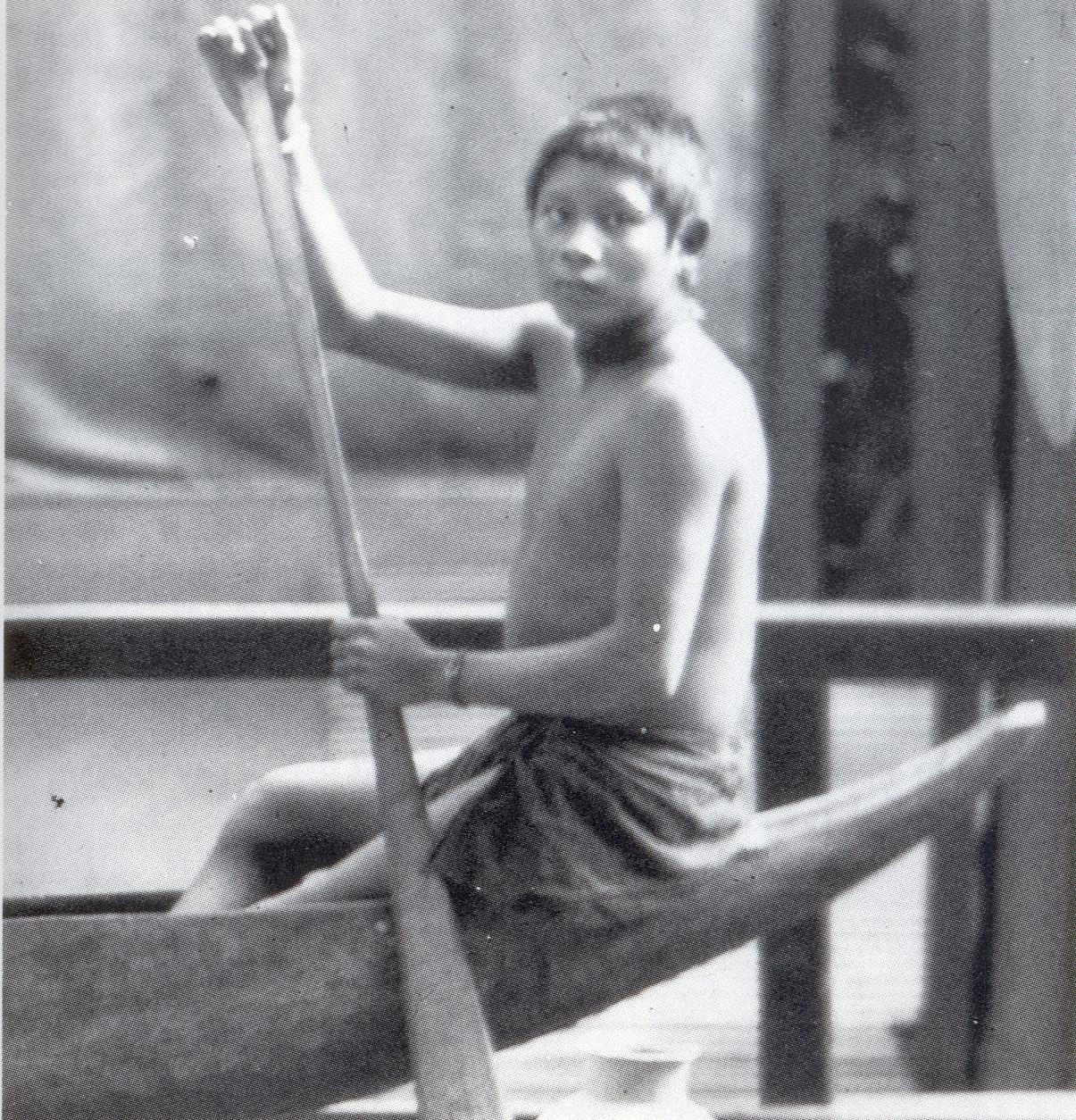
Jove kali’na en una piràgua a Paris el 1892.

Delmats per les malalties i assetjats pels europeus àvids d'or i riqueses d'Eldorado, van fugir terra endins en la selva tropical, gairebé impenetrable per als europeus. Només petits grups es van establir a Caiena i altres ciutats costaneres. Els Kali'na eren particularment nombrosos en els rius Approuague, Amana, Surinam i Saramacca. El Kali'na de la costa foren empesos progressivament cap a l'oest, cedint el seu territori a les plantacions.
L'arribada dels europeus va pertorbar les aliances tradicionals amb els nadius americans; els kali'na s'aliaren amb els francesos i els ajudaren contra els holandesos i els seus aliats Arouagues a l'oest del riu Maroni. Esdevingueren actius en el comerç d'esclaus amerindis, creat bases permanents en el baix Itany i el baix Marwin per als seus atacs contra els Trio, wayana i teko, i després vendre'ls a holandesos, anglesos o francesos. No van fer el mateix amb els lokono i palikur, amb qui mantenien únicament relacions guerreres. Fins i tot tenien una paraula per a les tribus contra les que era possible muntar expedicions d'esclavitud: Itoto.
Les expedicions itoto s'acabaren a finals del segle xvii quan l'accés a l'alt Maroni fou controlat per grups de cimarrons com alukus i ndjuka.

#### Les missions jesuïtiques

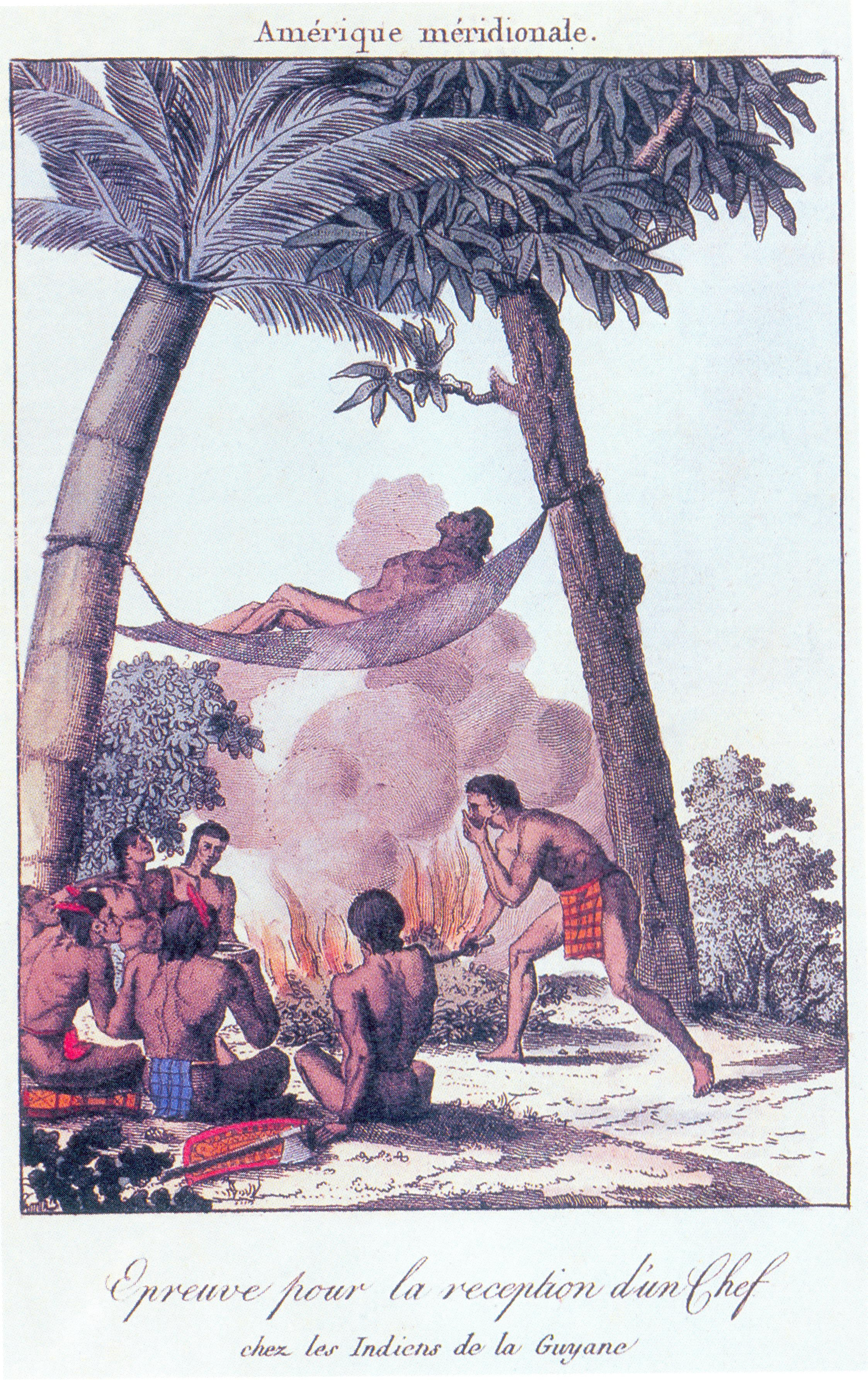
Cerimònia kali’na.

Els jesuïtes van fundar la seva primera missió primera d'Ikarou (vora el Karouabo) el 1709, però es va desplaçar vora el riu Kourou, el 1713. L'objectiu principal de les missions, com a altres indrets d'Amèrica del Sud, era propagar la fe catòlica entre els amerindis, que eren vistos com a salvatges que havien de ser salvats.
Les missions facilitaren el mestissatge entre tribus ameríndies diferents, perquè totes estaven barrejades. Si la forta concentració de població (450 amerindis el 1740 a Kourou) facilitava la difusió de malalties, també protegia als nadius de l'esclavatge, ja que els colons no hi tenien accés. La missió va ser abandonada pels jesuïtes quan van ser expulsats de França el 1763, abans de la dissolució definitiva pel Papa el 1773.

#### Entre el Maroni i el Mana
Després de l'abandó de les missions jesuïtes i la desastrosa expedició de Kourou, que provocà maltractes i explotacions dels amerindis locals, el 1787 només hi havia 50 amerindis. Molts d'ells fugiren a Surinam i s'establiren entre el Mara i el Maroni. Es movien freqüentment entre Surinam i Guaiana per aprofitar els moviments econòmics de les dues colònies. És molt difícil determinar el nombre exacte d'indígenes a la colònia.
Més tard, al voltant de la dècada de 1780, els cimarrons aluku (boni) i ndjuka, que fugien del conflicte amb els holandesos, es van traslladar als marges del riu Maroni i els seus afluents, a territori Kali'na. Es produí un cert mestissatge entre els kali'na i els cimarrons malgrat el fet que els indígenes solen evitar el contacte amb ells. Els mestissos són considerats Kali'na i són acceptats com a part de la comunitat, però no es consideren Kali'na tilwwuyu.
La població kali'na va arribar al seu apogeu en la primera meitat del segle xix. També en aquesta època Anne-Marie Javouhey traslladà la seva missió per als esclaus alliberats a Mana al territori de Kali'na, reduint el seu aïllament de la resta de la colònia. Hi va haver alguns intents de colonitzar la regió (incloent Nova Angulema), però tots van fracassar. Els indis que van fugir a Surinam, es va mantenir només a les aldees kali'na escampades pel Sinnamary, pel Counamama (al voltant de 50 Kali'na) i pel Mana.

#### La penitenciaria
L'establiment de penitenciaries als marges del Maroni, sobretot a Saint Laurent forçà als kali'na i d'altres tribus a establir-se al marge neerlandès del riu. Aquí i a Albina els kali'na es trobaren una altra mena de blanc, el convicte. El van anomenar Sipołinpo o vell blanc. No ajudaren pas als Sipołinpo que fugien.

#### Els amerindis a París

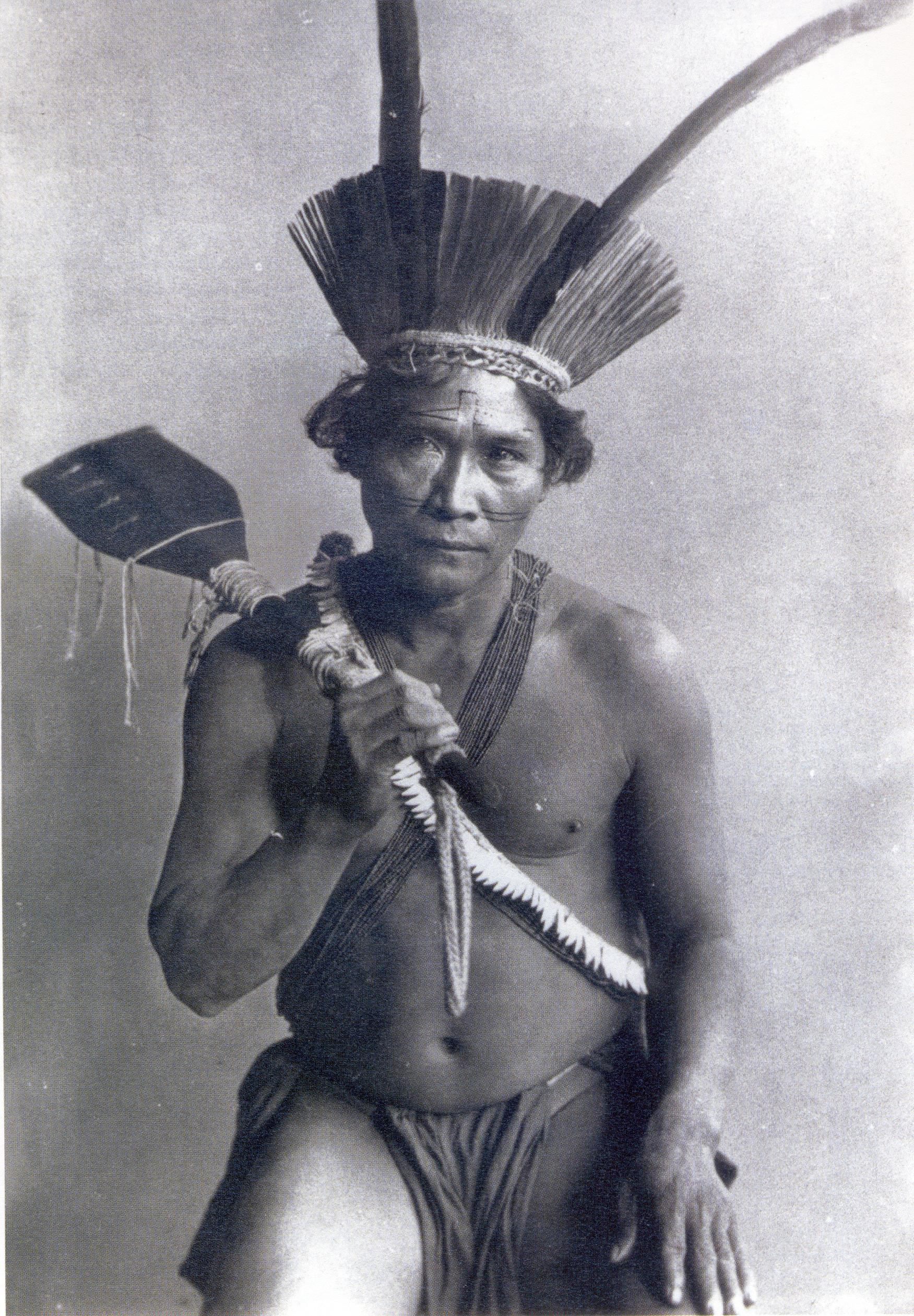
Home kali’na a Paris en 1892. Duu un putu, maça de fusta

La segona meitat del segle xix va ser testimoni de l'època daurada de les exposicions universals, en la qual els països europeus mostraven la seva riquesa colonial amb les "viles" que representaven les cultures colonitzades. Encara que a les Exposicions Universals de París no hi hagué viles ameríndies, la curiositat del públic va ser tan gran que els kali'na van ser enviats a la capital dues vegades - una el 1882 i un altre el 1892 - i foren exhibits en el Jardí Zoològic.

##### 1882
Quinze Kali'na, tots membres d'una mateixa família que vivia a Sinnamary i Iracoubo, foren enviats a Pau:wa (« El País dels Blancs ») per juliol de 1882. No sabem gairebé res sobre ells, excepte els seus noms i el fet que van ser allotjats en cabanes sobre la gespa del Jardí Zoològic. El viatge va durar quatre mesos, tres d'ells a París i un mes de viatge en bot (anada i tornada). Van ser acompanyats per un crioll que va actuar com a intermediari i, presumiblement, d'intèrpret. Hi ha diversos retrats d'ells, fets pel fotògraf Pierre Petit.

##### 1892
Aquesta vegada, trenta-dos Kali'na i alguns Arawak, tots d'Iracubo, de Sinnamary i el baix Maroni, van ser enviats a París en ple hivern. Tot i que procedien de la mateixa regió, no eren parents dels Kali'na enviats a França el 1882. Foren dirigits per un tal F. Laveau, un explorador que havia anat a Guaiana expressament per a reclutar els indis pells roges caribs i mostrar-los al públic de París. La memòria oral dels kali'na n'és testimoni, ja que una cançó seva diu Lawo ens va dur al País dels Blancs.
El vaixell va partir de Paramaribo, on el seu cap esperava la seva tornada. No van ser enviats per la força, però és possible que els oferissin diners. Van ser allotjats a la gespa del Jardí, com el 1882, però aquest cop en dues grans cabanes obertes en forma d'hangar abillades amb estores i hamaques pròpies de la seva cultura. Passaren el temps dansant al so dels sanpula (tambors) perquè els ho demanava el públic i els fotògrafs. Les dones teixien cistells i feien terrissa amb materials portats de la Guaiana. El príncep Roland Bonaparte els va fer fotografies.
El Kali'na no estaven acostumats al fred, i les danses es va aturar quan van caure malalt. Almenys dos kali'na van morir a París i hi van ser enterrats. La cerimònia d'Epekotono, celebrant el final del duel dos a tres anys després de la mort del difunt, no es va poder fer fins al 1996.

## Els Kali'na avui

### Distribució geogràfica
La part d'Amèrica del Sud on viuen Kali'na està escassament poblada, encara que aquest grup ètnic és extremadament minoritària a tots els països on està establerta, encara que a nivell local són majoria en algunes zones molt remotes. La seva distribució actual és només un romanent de la seva àrea d'expansió de l'època precolombina.

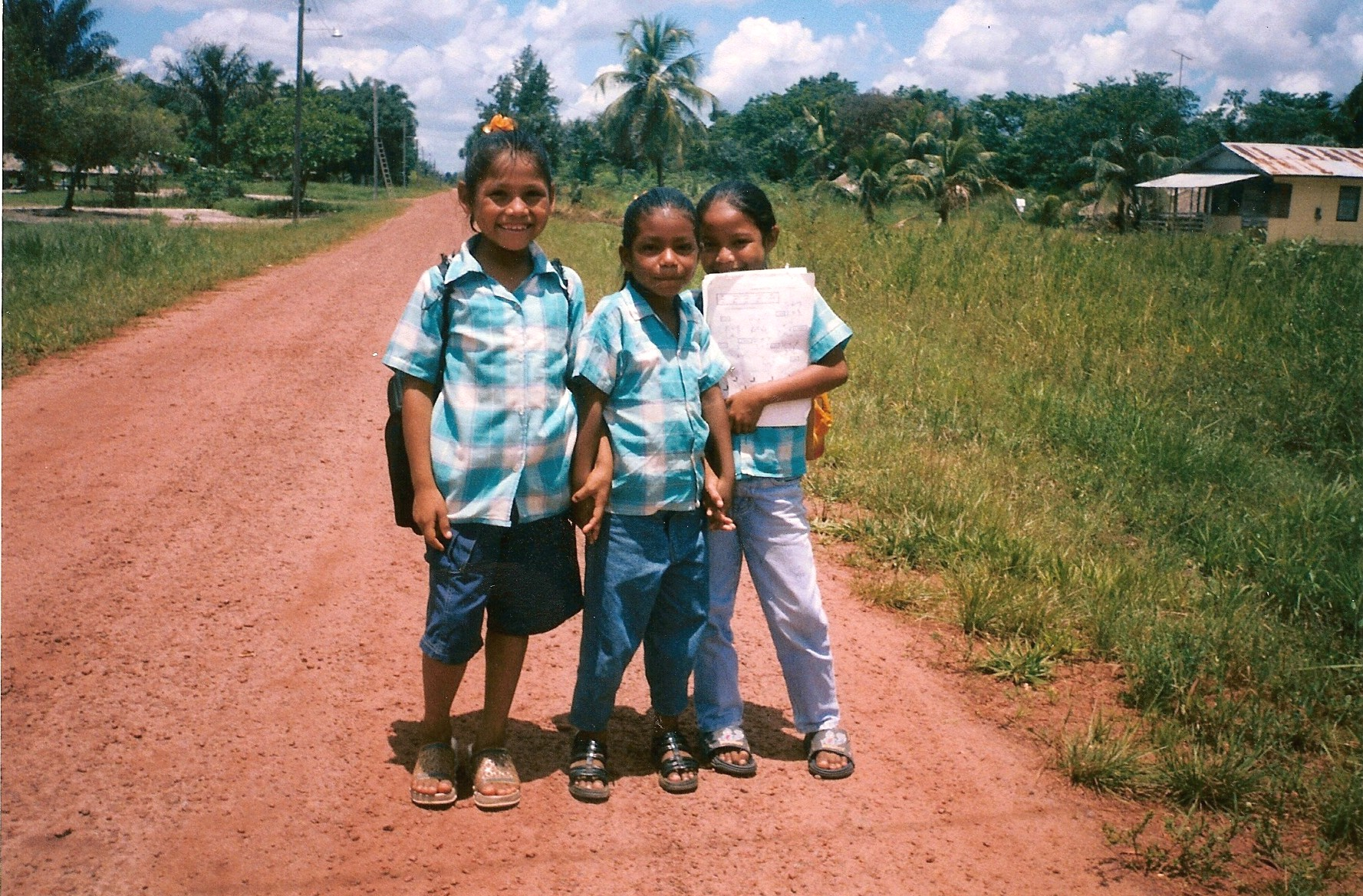
Nenes Kali’na de Surinam a la vila de Bigi Poika.

- Al Brasil, són localitzats sobretot a São José dos Galibi, vila fundada el 1950 al marge dret de l'Oyapock enfront de Saint-Georges a la Guaiana per nombroses famílies vingudes de la regió del Mana. També hi ha a les capitals de l'estat d'Amapá, Macapá, i la de Pará, Belém.[14]

- A la Guaiana Francesa, encara són presents a la seva terra d'origen, la regió entre el riu Maroni i el riu Mana (en particular les comunes d'Awala-Yalimapo l'única on hi són majoritaris, Saint-Laurent-du-Maroni, Mana i Iracoubo), i a la vila ameríndia de Kourou, així com alguns a l'illa de Caiena, encara que en menor nombre.

- Al Surinam, hi ha una forta presència al marge esquerre del Maroni i als marges del riu Coppename.

- A Guyana, es troben al llarg del riu Cuyuni, fronterer amb Veneçuela.[15]

- A l'Orient de Veneçuela, el país on hi són més nombrosos, se'ls troba a dues zones diferents: a les planures o llanos de la vall de l'Orinoco, regió a la que anaven a comerciar i a buscar esposa, i al llarg del riu Cuyuni[16] que correspon als estatsw de Sucre, de Bolívar, de Monagas i al d'Anzoátegui, on hi són concentrats a la Mesa de Guanipa.[17]

Malgrat llur dispersió geogràfica, els Kali'na mantenen contactes entre ells, i així el 2006 es va dur a terme una trobada cultural entre els Kali'na de Veneçuela i de la Guaiana francesa separats per una distància de més d'un miler de kilòmetres.

### Estil de vida
Alguns Kali'na segueixen vivint de les seves activitats tradicionals en una economia de subsistència. D'aquesta manera, practiquen la cacera, la pesca, la collita i l'agricultura de subsistència en camps cremats com ho van fer els seus avantpassats. El sistema tradicional està basat en el cunco. Aquest es tracta de petites extensions de terra cultivat per un període limitat d'anys i posteriorment es traslladen per no esgotar els nutrients dels subsòls. No obstant això, alguns d'ells estan integrats en els sectors primari i secundari de les economies dels seus països, ocupant sovint llocs de treball no qualificats. Els Kali'na de Veneçuela que viuen als llanos de l'Orinoco solen treballar en el sector del petroli [63], el principal producte de la regió, mentre que els de Guyana de vegades fan de cercadors d'or
A la Guaiana Francesa, han participat en la construcció del Centre Espacial de Guaiana, prop de Kourou. En conjunt, aquest grup ètnic viu al marge del món modern, però es poden observar signes de canvi. Així, alguns Kali'na francesos van tenir accés a l'escola secundària en la dècada de 1960 i són la columna vertebral de la Federació d'Organitzacions Ameríndies de Guaiana, que lluita pel reconeixement dels drets dels amerindis de Guaiana.

### Cultura
El Kali'na tenen una estructura social patriarcal. Els caps de família són anomenats yopoto i porten a vegades tocats de plomes (umali) per a diferenciar-se dels altres membres de la família. Mostren un gran respecte pels seus "ancians", a qui anomenen uwapotosan. Quan un uwapotosan parla, els altres escolten. Llur cultura i història són orals, i els ancians són la memòria viva.

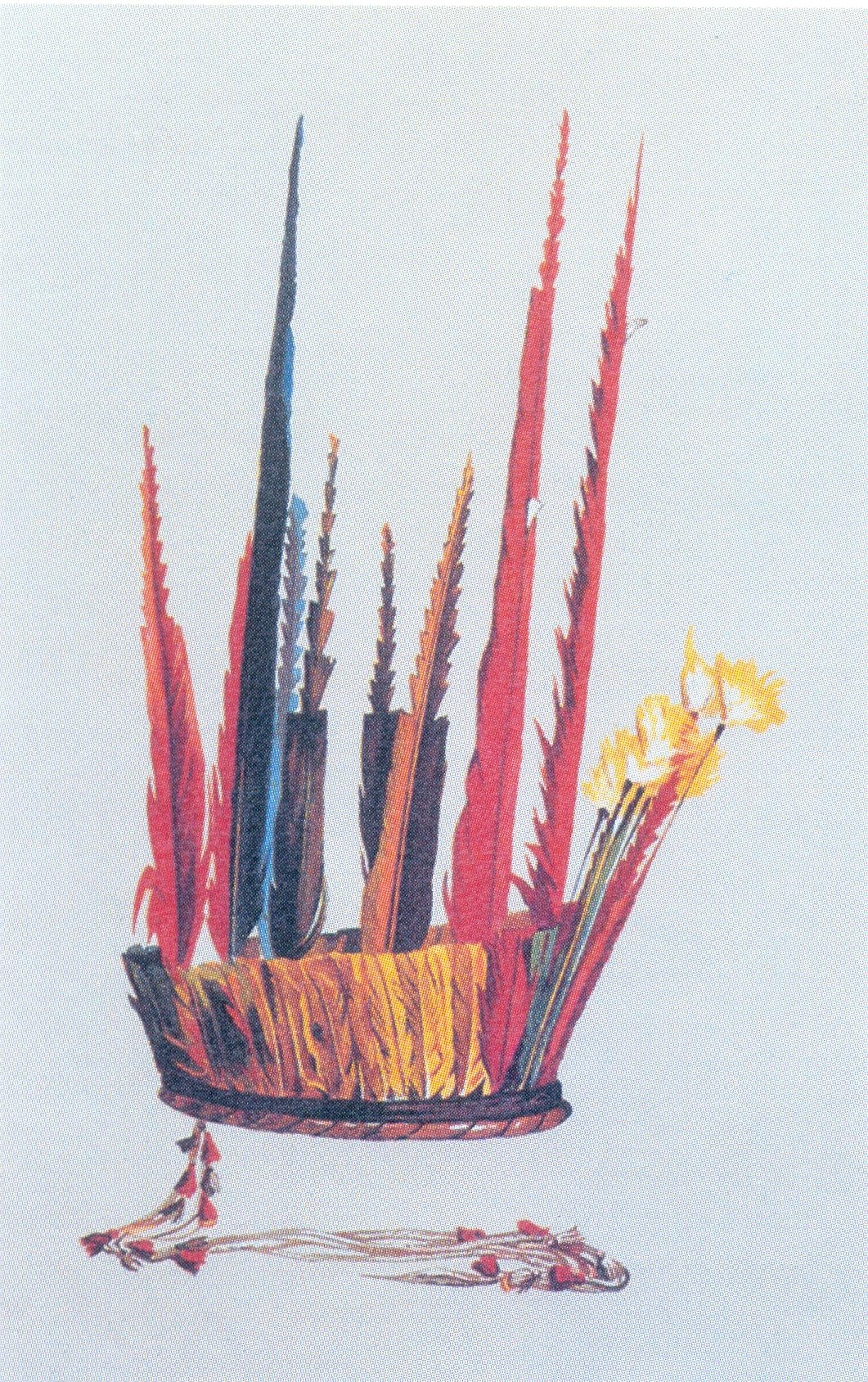
Umali o tocat de plomes.

Tot sovint canvirn de lloc de residència, en part per evitar molestar als esperits dels morts enterrats en els seus pobles i als imawale (esperits malèfics del bosc), i per gaudir de millors condicions de caça i recol·lecció en altres llocs.
Igual que moltes altres tribus ameríndies d'Amèrica del Nord i Amèrica del Sud i els aborígens australians, estan fortament sota la influència de l'alcohol, el que explica en part la seva pobresa, especialment dels homes que gasten gran part dels seus diners en rom. Si els kali'na habiten als boscos poden dur una vida tranquil·la, lluny dels establiments comercials, viuen de la caça, la pesca i la recollida, que no és el cas dels seus germans urbans. L'alcohol va ser introduït per l'antic govern colonia, com ho demostra la correspondència del Governador Fiedmont el 1767.

### Mitologia i rituals
El Kali'na es consideren descendents de l'home supervivent a la Terra després d'un diluvi anomenat umuti'po, qui per a protegir-se de la crescuda de les aigües es va refugiar en una palmera kumu amb el seu gos i un lloro. Es va menjar la fruita del kumu, i com que no podia veure el sol des de la part superior de l'arbre, va llençar pedres a l'aigua. Quan va veure que no queien sobre l'aigua, va baixar. Anava de cacera, ho va dur a la seva cabana, i se'n va anar. Quan se'n va anar, el gos es va treure la pell i es va transformar en una dona. Va preparar un dinar i es transformà de nou en gos abans de l'arribada de l'home. L'endemà, l'home desconcertat es va amagar darrere d'un arbust i va veure que el gos treure's la seva pell, li va prendre i la va llançar al foc. La dona estava tan avergonyida de la seva nuesa, que l'home li va donar un Kuyu per a ocultar el seu sexe.
Però abans de l'umuti'po hi va haver un temps en què els homes i els animals es podien parlar, Isenulupiłi, sobre la qual hi ha diverses llegendes. El Kali'na mantenen un profund respecte pels animals, des de fa molt de temps, quan eren els seus germans.
Tot i que la majoria són batejats, encara practiquen molts rituals animistes en sincretisme amb el cristianisme. Rendeixen culte a la naturalesa simbolitzada per nombrosos tipus d'esperits que omplen en seu panteó, inclosos els malèvols esperits forestals de quatre dits (imawale), Amana (també el nom d'un riu), un poderós esperit de l'aigua, els palanakiłi (esperits del mar), tunakiłi (dels rius), etc. Els guardians de la tradició són els xamans anomenats piyai que tenen el seu propi alberg, Tokay, aïllat del poble per a oficiar. Són respectats per tota la comunitat a causa dels seus coneixements sobre el més enllà.
Els de Veneçuela i Guyana celebrar el 2 de novembre, que és el dia de difunts, un ritual anomenat Akaatompo: a l'alba, els pares i familiars dels morts van al cementiri, amb els braços carregats d'aliments, d'alcohol i de flors, i acompanyat per cants i balls, acullen calorosament als morts perquè es trobin còmodes, dipositen les seves ofrenes a les tombes i en mengen una part. Netegen les tombes i reparen els efectes personals dels morts que hi han dipositat durant el funeral, encenen espelmes, dediquen les seves cançons en kali'na alhora que un uwapotosan s'encarrega de dur a terme la dansa mare mare, durant la qual els participants, aclaparat sper l'emoció del moment, pot entrar en un tràngol.
A les llars Kali'na, des de l'alba es preparen una gran quantitat de plats preferits del difunt per a rebre el seu esperit, que segons la tradició s'ha reencarnat en la persona que visita la llar (Kali'na o no), i que se suposa que tindrà fam després de la seva llarga absència. El flux constant de visitants a la tarda va de casa a casa, menjant i bevent a cadascuna, dansant el mare mare i cantant lloances dels difunts. En alguns casos, la festa dura fins l'endemà.
Una variant d'aquest ritual és per als nens morts, es porta a terme l'1 de novembre i està codificada de la mateixa manera, però es porta a terme sense l'alcohol i les lletres de les cançons mare mare es dirigeixen cap al món de la infància.

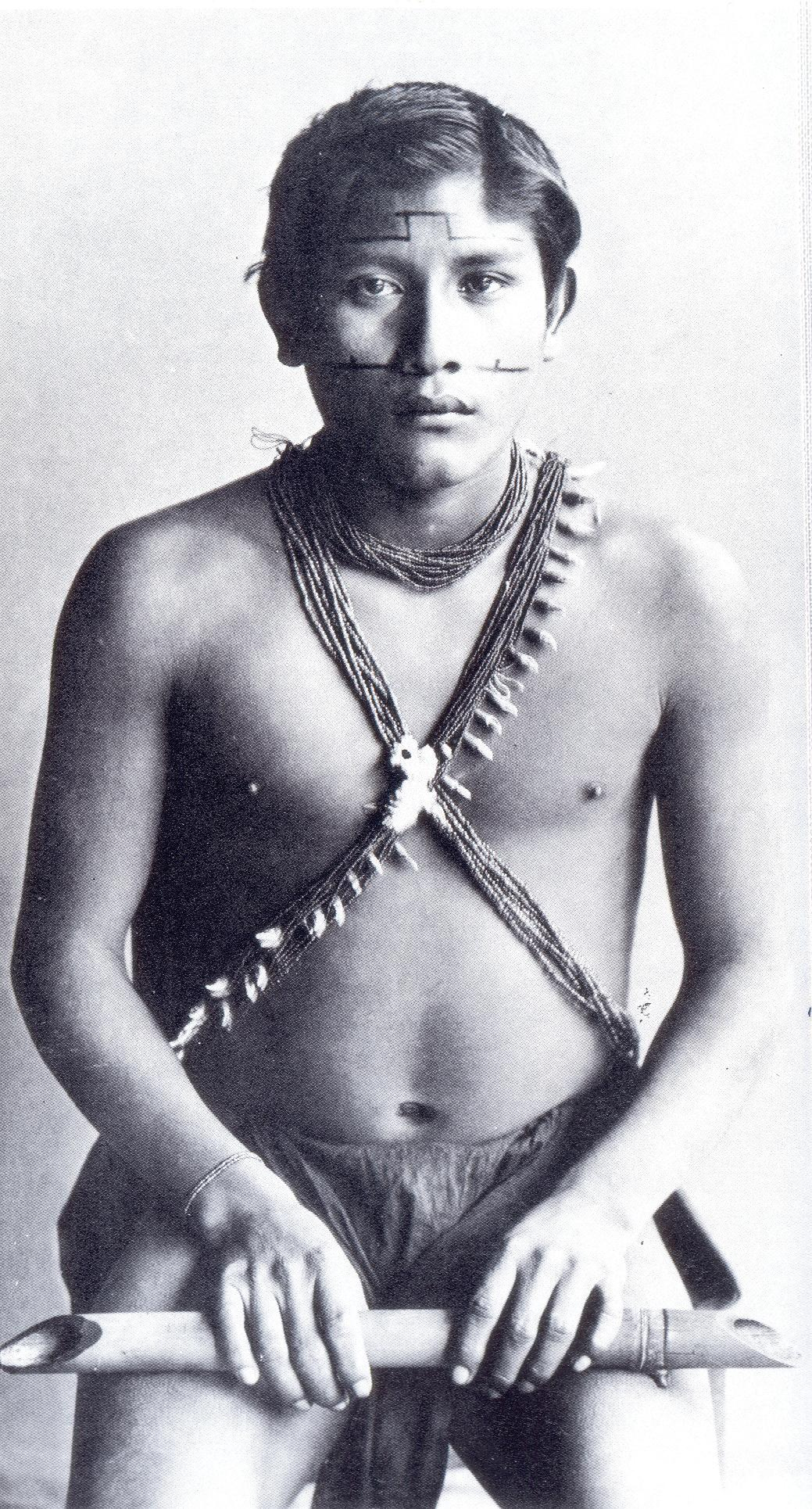
Jove kali’na a Paris el 1892 amb una kuwama.

Hi ha dos altres rituals funeraris, que si bé no tenen la mateixa transcendència que l'Akaatompo no són menys importants, com el Boomaankano, celebració del dol i Beepekootono (a Veneçuela) o Epekotono (Guyana), la fi del dol. El primer té lloc set dies després de la mort. La cerimònia té lloc a la nit a la casa afectada per la desgràcia, els que estan de dol prenen un bany d'immersió ritual per purificar la ment i tenir la força per fer front a aquest període. Durant el ritu, es fa un elogi del difunt i els participants juguen i canten un mare mare especial anomenat Sheññorijsha.
L'aixecament del dol es fa un any després de la mort. La comunitat es reuneix de nou al voltant de la família. Durant aquesta cerimònia, els presents beuen per a celebrar el final de dol i al voltant de la mitjanit es tallen els cabells dels antics sofrents.

### Música
Els kali'na fan servir principalment instruments de percussió, incloent el sanpula (o sambula), un gran tambor de dues membranes amb un cable que s'ha quedat encallat en una planta de canya fina, i es colpeja amb un mall petit. També tenen dues classes de maraques de dansa dits kalawasi (o kalawashi) i malaka.

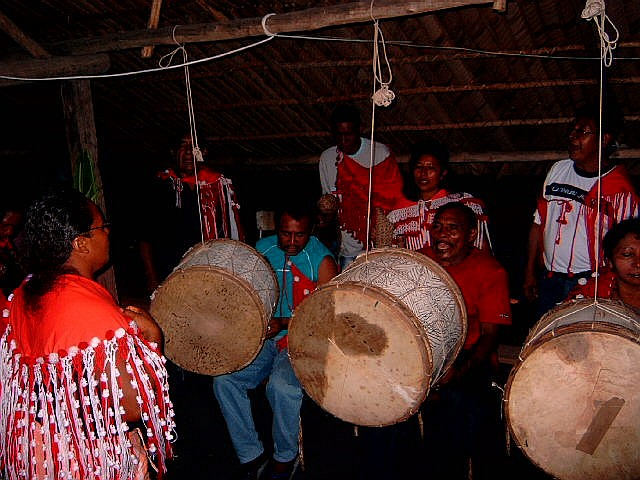
Kali’na tocant els sanpula.

La seva trompa transversal, la kuwama, cada vegada és menys usada i és substituïda per la flauta europea. També hi ha un trompa de terrissa anomenada kuti.

### Llengua

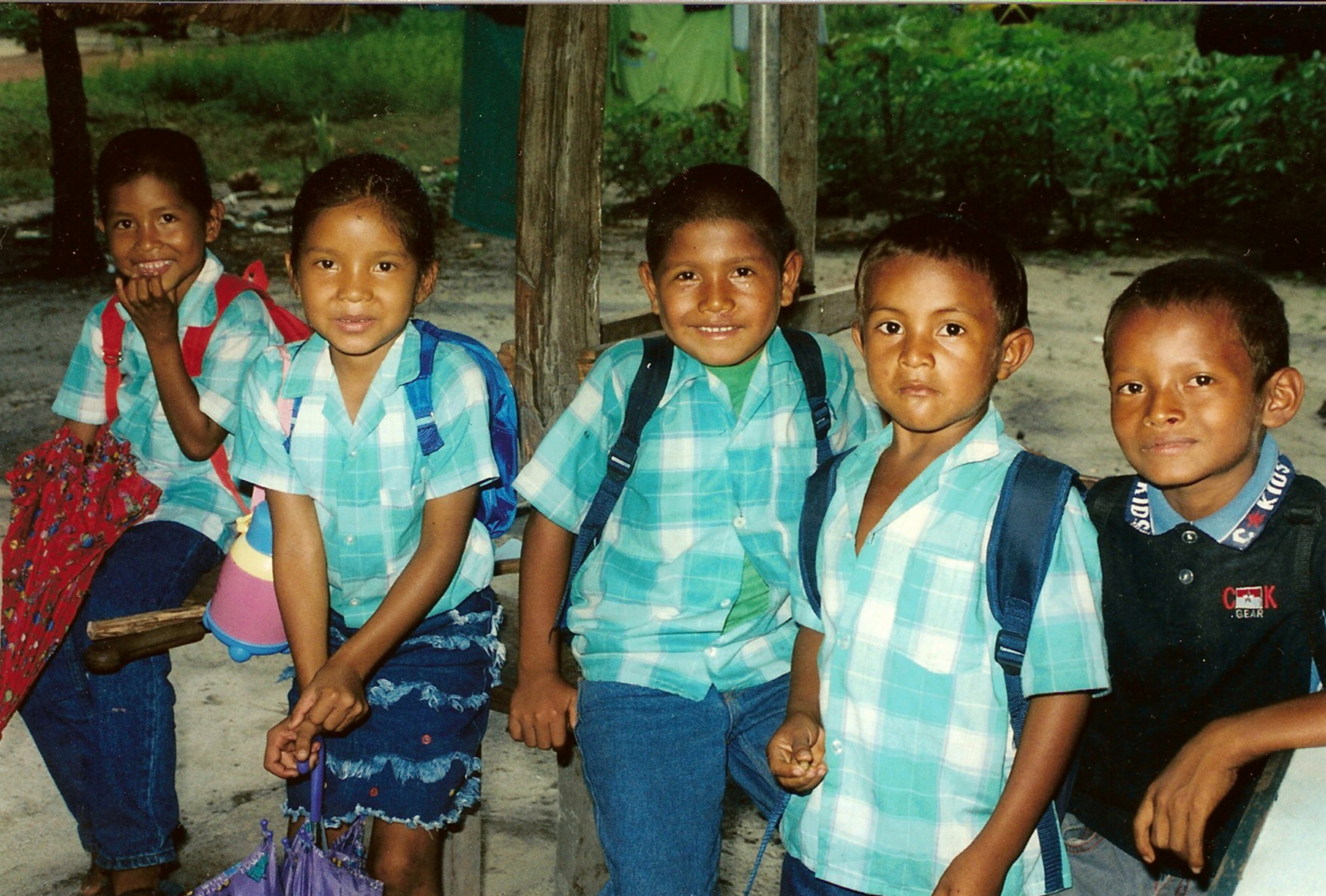
El futur dels Kali’na somriu : escolars a Bigi Poika, Surinam.

Parlen el kali'na, que és una llengua de la família carib. És parlada per més de 10.000 persones a la franja costanera que va des de Veneçuela (5.000 persones) al Brasil (100) a través de la Guyana (475), Surinam (2.500) i la Guaiana Francesa (3 000 persones). Existeixen diferències dialectals entre la zona central i la zona meridional, però aquestes varietats són intel·ligibles entre elles.
Gràcies al seu nombre relativament gran de parlants és una de les llengües amazòniques que sembla tenir més possibilitat de supervivència. S'han dut a terme alguns intents de transcripció escrita a Guyana per la normalització lingüística d'una forma escrita de kali'na, però encara ensopega amb la diversitat de l'ortografia actual per la influència de les llengües heretades de la colonitzadors dels països on viuen els Kali'na: espanyol, portuguès, neerlandès, francès i anglès.